# Zdeněk Pochop
Zdeněk Pochop (16. dubna 1930 Horní Branná – 20. srpna 2000 Praha) byl český literární kritik, redaktor a spisovatel, autor umlčený v době normalizace.

## Život

### Mládí a studia
Zdeněk Pochop se narodil v Horní Branné do rodiny penzionovaného legionáře Vladimíra Pochopa, později vojáka z povolání a hostinského. Po přestěhování do Lázní Bělohrad navštěvoval Raisův státní koedukovaný ústav učitelský v Jičíně, odkud přestoupil na Lepařovo státní reálné gymnasium v Jičíně, kde v roce 1949 maturoval. Roku 1953, po obhájení diplomové práce Nástin vývojové cesty Vaška Káni, promoval na FF UK (obor čeština – ruština).

### Do roku 1969
Profesní dráhu začínal na Československé akademii věd, později se stal redaktorem nakladatelství Československý spisovatel.
Od roku 1964 pracoval v redakci Literárních novin až do jejich zákazu (pod jménem Listy na jaře 1969 (do Literárních novin se po roce 1989 vrátil jako zástupce šéfredaktora).

### Normalizace
V dobách normalizace musel Zdeněk Pochop hledat zaměstnání mimo svou odbornost, a tak se živil například jako měřič vydatnosti pramenů v národním podniku Stavební geologie (České Budějovice), jako vrátný v ubytovně nebo jako úředník-provozář v ateliéru pozemních staveb Pragoprojektu.
V roce 1982 zařadila Charta 77 Zdeňka Pochopa na seznam více než dvou set umlčovaných československých spisovatelů. V roce 1987 spolupodepsal dopis předsedovi vlády České socialistické republiky s požadavkem zrušení „...administrativních opatření, která brání, aby všichni spisovatelé mohli ve vlasti publikovat svá literární díla...“

### Po roce 1989
Mezi lety 1992 a 1995 byl ředitelem nakladatelství Český spisovatel.

### Rodinný život
V roce 1953 se oženil s Jaroslavou Hrnčířovou. Manželé Pochopovi měli dceru Alenu a syna Pavla.
Ve volném čase se věnoval zvelebování chalupy v Červené Třemešné a říční plavbě do doby, než byl zakázán provoz motorových lodí na Vltavě.

## Dílo
Kromě literárních kritik a článků, kterými Pochop přispíval do různých periodik, je autorem novely, románu a povídek.

### Próza
- Mizerné probuzení (Praha, Československý spisovatel, 1964)[8] – Pochopovu prvotinu o ztraceném tajném spisu v laboratoři a otázkách čestnosti hodnotilo kladně i tehdejší Rudé právo.[9] Ivan Klíma označil Mizerné probuzení za jednu z nejhodnotnějších knih tehdejší mladé vlny.[10]
- Tajemství klíče (Praha, československý spisovatel, 1969) – detektivní příběh[11][pozn. 2]
- Marné volání (Praha, Inverze, 1993) – rukopis vznikl v roce 1974, vydán mohl být, po samizdatovém vydání, až v roce 1993 (oproti samizdatovému vydání přepracováno).[1]

### Samizdat
V době normalizace  vydával Ludvík Vaculík v samizdatové edici Petlice díla zakázaných autorů. V této strojně opisované edici se v roce 1974 pod názvem Marné volání objevily tři Pochopovy povídky (Odkaz, Banální záležitost, Marné volání).

### Pro děti
- Dobrodružný výlet veverky Všetičky – pohádka ve sborníku Uzel pohádek, česky 1991.[13]